# Charles Devendeville
Charles Devendeville (quelquefois orthographié De Vendeville), né le 8 mars 1882 à Lesquin et mort le 19 septembre 1914  à Reims, est un nageur et joueur de water-polo français. Il est le premier Français champion olympique de natation.

## Biographie
Né à Lesquin, Charles Devendeville, est l'ainé d'une fratrie de huit enfants. Il remporte la médaille d'or de nage sous l'eau lors des Jeux olympiques de 1900 à Paris, unique apparition de cette épreuve lors de Jeux olympiques et qui consiste à la fois à rester le plus longtemps sous l'eau et à parcourir la plus longue distance (avec un maximum de 60 mètres),. Charles Devendeville parcourt 60 m en 1 minute et 8 secondes, remportant l'épreuve devant un autre Français, André Six et devient ainsi, à 18 ans, le premier Français champion olympique de natation.
Il participe aussi avec les Tritons lillois au tournoi de water-polo (première apparition de ce sport aux jeux olympiques), finissant 5e sur 7 équipes engagées. Plusieurs membres de l'équipe des Tritons lillois participent également aux autres courses de natation et cinq d'entre-eux — Maurice Hochepied, Victor Hochepied, Joseph Bertrand, Jules Verbecke et Victor Cadet — sont médaillés d'argent sur le 200 mètres par équipe.
Appelé sous les drapeaux au début de la Première Guerre mondiale et affecté comme soldat au 1er régiment d'infanterie basé à Cambrai, Charles Devendeville meurt à 32 ans quelques semaines plus tard, le 19 septembre 1914 à Reims des suites de ses blessures. Il est l'un des neuf champions olympiques français, dont l'athlète Jean Bouin, morts pendant ce conflit.
Une rue porte son nom à Lesquin sa ville natale et une stèle hommage a été inaugurée, en octobre 2014, pour le centenaire de sa mort, devant le complexe sportif Teddy Riner dans cette même ville.

## Palmarès
| Discipline / Année | JO Paris 1900 |
| Nage sous l'eau    | Or            |
| Water-polo         | Premier tour  |